# Adolf IV van Berg
Adolf IV van Berg, bijgenaamd met de Baard, (circa 1220 - Neuss, 22 april 1259) was van 1246 tot aan zijn dood graaf van Berg. Hij behoorde tot het huis Limburg.

## Levensloop
Adolf IV was de oudste zoon van graaf Hendrik IV van Limburg, onder de naam Hendrik I tevens graaf van Berg, uit diens huwelijk met Irmgard, dochter van graaf Adolf III van Berg. Hij werd al vroeg betrokken bij de regering van zijn vader en volgde hem in 1246 op als graaf van Berg, terwijl zijn jongere broer Walram IV graaf van Limburg werd.
In 1234 nam hij deel aan de Kruistocht tegen de Stedingers en in 1253 vocht hij mee in de voor zijn partij zegerijke Slag bij Westkapelle, het militaire hoogtepunt van de successieoorlog in het graafschap Vlaanderen. In 1246 schaarde Adolf zich samen met zijn zwager Koenraad van Hochstaden achter Rooms-Duits tegenkoning Hendrik Raspe IV, waardoor ze zich afkeerden van keizer Frederik II. Nadat Hendrik Raspe IV in 1247 was overleden, steunde Adolf de nieuwe tegenkoning Willem II van Holland, van wie hij in 1248 verschillende keizerlijke landgoederen kreeg toegewezen. Ook nam hij deel aan verschillende andere vetes.
In 1248 was hij aanwezig bij de eerstesteenlegging van de Dom van Keulen en in 1255 legde hij samen met zijn broer Walram IV de eerste steen van de Dom van Altenberg. Adolf IV stierf in juli 1259, nadat hij bij een riddertoernooi gewond was geraakt.

## Huwelijk en nakomelingen
Rond 1240 huwde Adolf IV met Margaretha (overleden in 1314), dochter van graaf Lotharius I van Hochstaden. Ze kregen volgende kinderen:
- Engelbert, proost in Keulen
- Koenraad I (overleden in 1313), bisschop van Münster
- Walram, proost in Keulen
- Willem I (overleden in 1308), graaf van Berg
- Adolf V (overleden in 1296), graaf van Berg
- Irmgard (overleden in 1294), huwde in 1273 met graaf Everhard I van der Mark
- Hendrik (overleden in 1295), heer van Windeck